# Provincia de Banwa
Banwa es una de las 45 provincias de Burkina Faso, su capital es Solenzo.

## Departamentos (población estimada a 1 de julio de 2018)

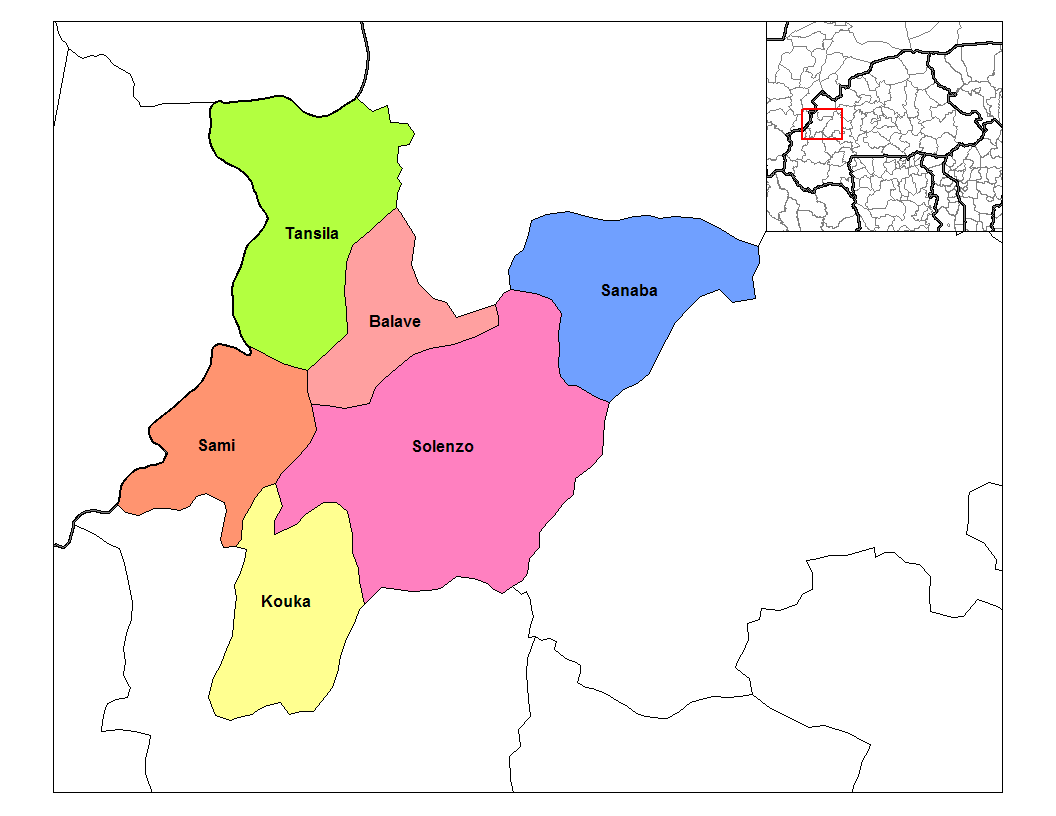
Departamentos de Banwa.

- Balavé 22,912
- Kouka 81,097
- Sami 12,678
- Sanaba 44,517
- Solenzo 167,848
- Tansila 43,015

## Ciudades
| Ciudad                    | Latitud     | Longitud  | Altitud |
| ------------------------- | ----------- | --------- | ------- |
| Solenzo (Solenso,Salanso) | 12° 10' 60N | 4° 4' 60O | 308 m.  |